# Fußball-Europameisterschaft der Frauen 1995

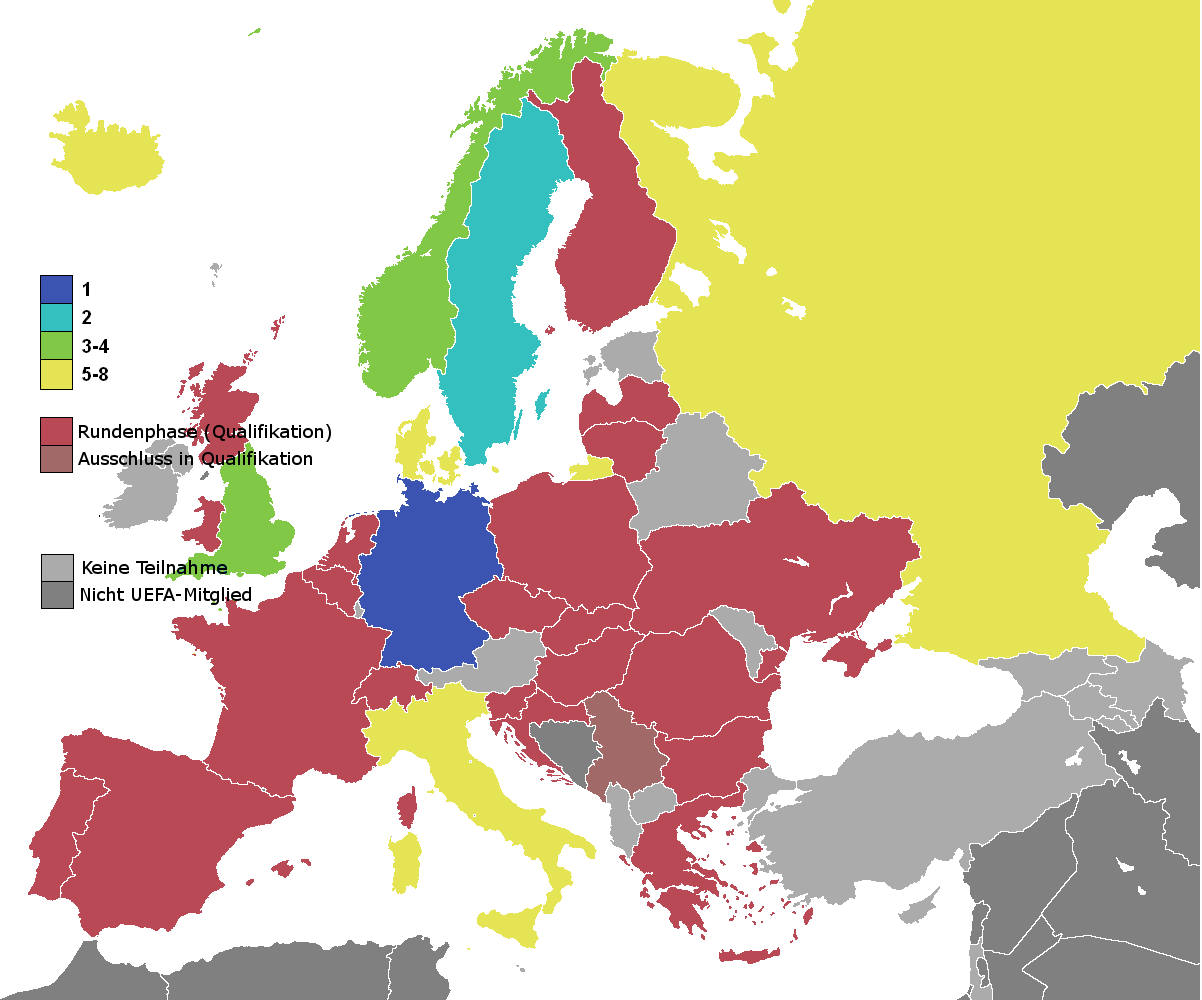
Abschneiden der gemeldeten Teams einschließlich Qualifikationsrunde

Die Fußball-Europameisterschaft der Frauen 1995 (englisch: UEFA Women’s Championship) war die sechste Ausspielung der europäischen Kontinentalmeisterschaft im Frauenfußball und wurde vom 11. Dezember 1994 bis zum 26. März 1995, wie die Erstauflage 1984, ohne Gastgeberland im reinen K.-o.-System mit Hin- und Rückspiel ausgetragen. Da die Fußball-Weltmeisterschaft der Frauen 1995 in Schweden stattfand, verzichtete die UEFA auf eine Endrunde für die Europameisterschaft. Das Finale fand aber in einem Spiel in Kaiserslautern statt.
Finalgastgeber Deutschland nutzte seinen Heimvorteil, gewann das Finale gegen Schweden mit 3:2 und wurde zum dritten Mal nach 1989 und 1991 Europameister.
Für die Frauen-Weltmeisterschaft 1995 in Schweden qualifizierte sich neben den vier Halbfinalisten noch der „beste Viertelfinalverlierer“ Dänemark.

## Qualifikation
Die unten aufgeführten Mannschaften qualifizierten sich jeweils für das in Hin- und Rückspiel ausgetragene Halbfinale.
- Deutschland
- England
- Norwegen
- Schweden

## Finalrunde

### 1. Halbfinale
| England                                      | England | Deutschland | Deutschland |
| -------------------------------------------- | --- | --- | ----------- |
| England                                      | \| 11. Dezember 1994[2] in Watford (Vicarage Road) \| \| Ergebnis: 1:4 (1:1) \| \| Zuschauer: 800 \| \| Schiedsrichter: Sándor Piller ( Ungarn) \|                                                                                            | \| 11. Dezember 1994[2] in Watford (Vicarage Road) \| \| Ergebnis: 1:4 (1:1) \| \| Zuschauer: 800 \| \| Schiedsrichter: Sándor Piller ( Ungarn) \|                                                                                                 | Deutschland |
| England                                      | Lesley Higgs – Samantha Britton, Kirsty Pealling (75. Marieanne Spacey), Clare Taylor, Deborah Bampton, Karen Burke (75. Rebecca Easton), Gillian Coultard , Kerry Davis, Janice Murray, Karen Farley, Karen Walker Cheftrainer: Ted Copeland | Manuela Goller – Birgitt Austermühl, Anouschka Bernhard, Doris Fitschen, Sandra Minnert (46. Pia Wunderlich), Martina Voss, Bettina Wiegmann, Patricia Brocker (75. Birgit Prinz), Maren Meinert, Heidi Mohr, Silvia Neid Cheftrainer: Gero Bisanz | Deutschland |
| England                                      | 1:0 Karen Farley (7.) | 1:1 Heidi Mohr (31.) 1:2 Patricia Brocker (75.) 1:3 Heidi Mohr (84.) 1:4 Bettina Wiegmann (88.) | Deutschland |
| 11. Dezember 1994 in Watford (Vicarage Road) | | |             |
| Ergebnis: 1:4 (1:1)                          | | |             |
| Zuschauer: 800                               | | |             |
| Schiedsrichter: Sándor Piller ( Ungarn)      | | |             |

| Deutschland                                     | Deutschland | England | England |
| ----------------------------------------------- | --- | --- | ------- |
| Deutschland                                     | \| 23. Februar 1995[3] in Bochum (Ruhrstadion) \| \| Ergebnis: 2:1 (1:1) \| \| Zuschauer: 7.000 \| \| Schiedsrichter: Kostadin Guerginov ( Bulgarien) \|                                                                                           | \| 23. Februar 1995[3] in Bochum (Ruhrstadion) \| \| Ergebnis: 2:1 (1:1) \| \| Zuschauer: 7.000 \| \| Schiedsrichter: Kostadin Guerginov ( Bulgarien) \|                                                                                | England |
| Deutschland                                     | Manuela Goller – Birgitt Austermühl, Anouschka Bernhard, Jutta Nardenbach, Dagmar Pohlmann (77. Ursula Lohn), Martina Voss, Bettina Wiegmann, Patricia Brocker (46. Birgit Prinz), Maren Meinert, Heidi Mohr, Silvia Neid Cheftrainer: Gero Bisanz | Pauline Cope – Tina Mapes, Clare Taylor, Louise Waller (79. Alexandra Cottier), Karen Burke (69. Rebecca Easton), Gillian Coultard , Kerry Davis, Marieanne Spacey, Sian Williams, Karen Farley, Karen Walker Cheftrainer: Ted Copeland | England |
| Deutschland                                     | 1:1 Louise Waller (33., Eigentor) 2:1 Birgit Prinz (75.) | 0:1 Karen Farley (1.) | England |
| 23. Februar 1995 in Bochum (Ruhrstadion)        | | |         |
| Ergebnis: 2:1 (1:1)                             | | |         |
| Zuschauer: 7.000                                | | |         |
| Schiedsrichter: Kostadin Guerginov ( Bulgarien) | | |         |

### 2. Halbfinale
| Norwegen                                                       | Norwegen | Schweden | Schweden |
| -------------------------------------------------------------- | --- | --- | -------- |
| Norwegen                                                       | \| 26. Februar 1995 um 16:00 Uhr[4] in Kristiansand (Sørlandshallen) \| \| Ergebnis: 4:3 (1:1) \| \| Zuschauer: 2.098 \| \| Schiedsrichter: Finn Lambek ( Dänemark) \|                                                              | \| 26. Februar 1995 um 16:00 Uhr[4] in Kristiansand (Sørlandshallen) \| \| Ergebnis: 4:3 (1:1) \| \| Zuschauer: 2.098 \| \| Schiedsrichter: Finn Lambek ( Dänemark) \|                                       | Schweden |
| Norwegen                                                       | Reidun Seth – Anita Waage, Nina Nymark Andersen, Merete Myklebust, Gro Espeseth, Anne Nymark Andersen (60. Monica Enlid), Hege Riise, Heidi Støre , Kristin Sandberg, Linda Medalen, Ann Kristin Aarønes Cheftrainer: Even Pellerud | Elisabeth Leidinge – Annika Nessvold, Åsa Jakobsson, Pia Sundhage, Kristin Bengtsson, Lena Videkull , Eva Zeikfalvy, Malin Lovén, Ulrika Kalte, Anneli Andelén, Helene Johansson Cheftrainer: Bengt Simonson | Schweden |
| Norwegen                                                       | 1:1 Ann Kristin Aarones (44.) 2:2 Kristin Sandberg (60.) 3:3 Ann Kristin Aarones (64.) 4:3 Anita Waage (89.) | 0:1 Ulrika Kalte (15.) 1:2 Anneli Andelén (55.) 2:3 Helene Johansson (61.) | Schweden |
| Norwegen                                                       | Johansson (49.) | | Schweden |
| 26. Februar 1995 um 16:00 Uhr in Kristiansand (Sørlandshallen) | | |          |
| Ergebnis: 4:3 (1:1)                                            | | |          |
| Zuschauer: 2.098                                               | | |          |
| Schiedsrichter: Finn Lambek ( Dänemark)                        | | |          |

| Schweden                                                  | Schweden | Norwegen | Norwegen |
| --------------------------------------------------------- | --- | --- | -------- |
| Schweden                                                  | \| 4. März 1995 um 13:00 Uhr[5] in Jönköping (Tipshallen Elmia) \| \| Ergebnis: 4:1 (0:1) \| \| Zuschauer: 2.147 \| \| Schiedsrichter: William Young ( Schottland) \|                                                                                  | \| 4. März 1995 um 13:00 Uhr[5] in Jönköping (Tipshallen Elmia) \| \| Ergebnis: 4:1 (0:1) \| \| Zuschauer: 2.147 \| \| Schiedsrichter: William Young ( Schottland) \|                                                                                           | Norwegen |
| Schweden                                                  | Elisabeth Leidinge – Annika Nessvold, Åsa Jakobsson, Pia Sundhage , Kristin Bengtsson, Anneli Olsson, Malin Lovén, Eva Zeikfalvy, Ulrika Kalte (78. Susanne Hedberg), Anneli Andelén, Helene Johansson (46. Lena Videkull) Cheftrainer: Bengt Simonson | Reidun Seth – Anita Waage, Nina Nymark Andersen (64. Randi Leinan), Merete Myklebust, Gro Espeseth , Anne Nymark Andersen, Hege Riise, Birthe Hegstad, Kristin Sandberg (54. Marianne Pettersen), Linda Medalen, Ann Kristin Aarønes Cheftrainer: Even Pellerud | Norwegen |
| Schweden                                                  | 1:1 Ulrika Kalte (53.) 2:1 Lena Videkull (59.) 3:1 Lena Videkull (61.) 4:1 Lena Videkull (76.) | 0:1 Linda Medalen (28.) | Norwegen |
| 4. März 1995 um 13:00 Uhr in Jönköping (Tipshallen Elmia) | | |          |
| Ergebnis: 4:1 (0:1)                                       | | |          |
| Zuschauer: 2.147                                          | | |          |
| Schiedsrichter: William Young ( Schottland)               | | |          |

### Finale
| Deutschland                                            | Deutschland | Schweden | Schweden |
| ------------------------------------------------------ | --- | --- | -------- |
| Deutschland                                            | \| 26. März 1995[6] in Kaiserslautern (Fritz-Walter-Stadion) \| \| Ergebnis: 3:2 (1:1) \| \| Zuschauer: 8.500 \| \| Schiedsrichter: Ilkka Koho ( Finnland) \|                                                                                        | \| 26. März 1995[6] in Kaiserslautern (Fritz-Walter-Stadion) \| \| Ergebnis: 3:2 (1:1) \| \| Zuschauer: 8.500 \| \| Schiedsrichter: Ilkka Koho ( Finnland) \|                                                                                          | Schweden |
| Deutschland                                            | Manuela Goller – Ursula Lohn – Anouschka Bernhard, Birgitt Austermühl – Bettina Wiegmann, Maren Meinert, Silvia Neid , Martina Voss (89. Pia Wunderlich), Dagmar Pohlmann – Heidi Mohr, Patricia Brocker (62. Birgit Prinz) Cheftrainer: Gero Bisanz | Elisabeth Leidinge – Annika Nessvold, Åsa Jakobsson, Pia Sundhage, Kristin Bengtsson – Anneli Olsson (59. Helene Johansson), Malin Andersson, Eva Zeikfalvy, Malin Lundgren, Ulrika Kalte – Anneli Andelén, Lena Videkull Cheftrainer: Bengt Simonsson | Schweden |
| Deutschland                                            | 1:1 Maren Meinert (32.) 2:1 Birgit Prinz (64.) 3:1 Bettina Wiegmann (83.) | 0:1 Malin Andersson (6.) 3:2 Anneli Andelén (88.) | Schweden |
| Deutschland                                            | Olsson (26.) | | Schweden |
| Deutschland                                            | Dagmar Pohlmann vergibt einen Strafstoß (8.) | | Schweden |
| 26. März 1995 in Kaiserslautern (Fritz-Walter-Stadion) | | |          |
| Ergebnis: 3:2 (1:1)                                    | | |          |
| Zuschauer: 8.500                                       | | |          |
| Schiedsrichter: Ilkka Koho ( Finnland)                 | | |          |